# European Championships 2018/Teilnehmer (Monaco)
| Gelbes Symbol für Goldmedaillen mit stilisierten Olympischen Ringen | Graues Symbol für Silbermedaillen mit stilisierten Olympischen Ringen | Braundes Symbol für Bronzemedaillen mit stilisierten Olympischen Ringen |
| ------------------------------------------------------------------- | --------------------------------------------------------------------- | ----------------------------------------------------------------------- |
| —                                                                   | —                                                                     | —                                                                       |

Das Fürstentum Monaco nahm an den European Championships 2018 mit je einem Athleten und einer Athletin teil.

## Teilnehmer nach Sportarten

### Leichtathletik
Laufen und Gehen 
| Athleten                | Wettbewerb | Vorlauf | Vorlauf | Halbfinale    | Halbfinale    | Finale        | Finale        | Rang |
| Athleten                | Wettbewerb | Zeit    | Rang    | Zeit          | Rang          | Zeit          | Rang          | Rang |
| ----------------------- | ---------- | ------- | ------- | ------------- | ------------- | ------------- | ------------- | ---- |
| Frauen                  |            |         |         |               |               |               |               |      |
| Marie-Charlotte Gastaud | 100 m      | 13,59 s | 24      | ausgeschieden | ausgeschieden | ausgeschieden | ausgeschieden | 24   |

### Turnen
| Athleten       | Wettbewerb    | Qualifikation | Qualifikation | Finale | Finale | Rang |
| Athleten       | Wettbewerb    | Punkte        | Rang          | Punkte | Rang   | Rang |
| -------------- | ------------- | ------------- | ------------- | ------ | ------ | ---- |
| Männer         |               |               |               |        |        |      |
| Kevin Crovetto | Boden         |               |               | –      | –      |      |
| Kevin Crovetto | Pauschenpferd |               |               | –      | –      |      |

## Weblink
- offizielle European Championship Website